# Heiti
Heiti är ett estländskt mansnamn, besläktat med Henrik. 
Det fanns den 31 december 2007 10 män i Sverige som hade förnamnet Heiti. Av dessa hade 6 namnet som tilltalsnamn/förstanamn.